# Соколовський Олексій Хрисанфович
Олексій Хрисанфович Соколовський (нар. 17 травня 1914—2000) — радянський український історик, кандидат історичних наук, провідний дослідник історії Сербії доби середньовіччя

## Біографія
Народився 1914 року. Закінчив історичний факультет Одеського університету 1937 року, Учасник Другої світовиї війни, лейтенант. Нагороджений орденами і медалями. Захистив кандидатську дисертацію на тему: Феодальна вотчина в Південній Сербії в тринадцятому-чотирнадцятому століттях. Захист відбувся Інституті історії НАН УРСР 1954 р. З 1946 працював на факультеті історії Полтавського університету. Помер 2000 року, похований у Полтаві.